# Sarreguemines
Sarreguemines (nemško Saargemünd) je mesto in občina v severovzhodni francoski regiji Loreni, podprefektura departmaja Moselle. Leta 1999 je mesto imelo 23.202 prebivalca.

## Geografija
Kraj se nahaja v severovzhodni Franciji ob sotočju rek Saar/Sarre in njenega desnega pritoka Blies, ob meji z Nemčijo. 

## Administracija
Sarreguemines je sedež dveh kantonov:
- Kanton Sarreguemines (občina Sarreguemines: 23.202 prebivalca),
- Kanton Sarreguemines-Campagne (občine Bliesbruck, Blies-Ébersing, Blies-Guersviller, Frauenberg, Grosbliederstroff, Grundviller, Guebenhouse, Hambach, Hundling, Ippling, Lixing-lès-Rouhling, Loupershouse, Neufgrange, Rémelfing, Rouhling, Sarreinsming, Wiesviller, Wittring, Wœlfling-lès-Sarreguemines, Woustviller, Zetting: 25.772 prebivalcev).

Mesto je prav tako administracijsko središče okrožja, v katerega so poleg njegovih dveh vključeni še kantoni Bitche, Rohrbach-lès-Bitche, Sarralbe in Volmunster s 84.847 prebivalci.

## Zgodovina
Kraj, sprva rimska naselbina, se prvikrat omenja kot Gaimundas leta 706. Leta 1297 je bil kot posest grofov iz Saarbrückna odstopljen novim lastnikom lorenskim vojvodom. V letu 1577 se prvič omenja skupaj s pridevkom reke Saar Saargemünt. Skupaj z Loreno pripade Franciji leta 1766. S Frankfurtskim mirom si ga po koncu francosko-pruske vojne (1871) priključi Nemčija, v kateri ostane vse do Versaillskega miru 1918, ko znova postane francoski. 